# عظميات الرأس
عظميات الرأس (الاسم العلمي: Teleocephala) هي أصنوفة من الأسماك تتبع مجموعة العظميات.

## التصنيف
- إلوبيات الشكل
  - الإلوبيات
    - الإلوبات
- عظميات الألسنة
- أذنيات الرأس
- عظميات حقيقية